# Vauxhall Velox
La Vauxhall Velox est une automobile à six cylindres produit par le constructeur britannique Vauxhall de 1948 à 1965, se positionnait comme un véhicule familial de grande taille. Sur le marché britannique, elle rivalisait directement avec la contemporaine Ford Zephyr, également dotée d'un six cylindres, et, dans une moindre mesure, avec les modèles Austin Westminster A90, A95 et A110.
Lancée par Vauxhall peu avant le Salon de l'automobile de Londres en octobre 1948, la Velox vint se substituer au Vauxhall 14-6.

## Velox LIP et LBP (1948–51)
Un essai routier mené par la revue automobile The Motor en 1949 a révélé qu'un modèle de voiture pouvait atteindre une vitesse maximale de 119,3 km/h km/h. De plus, il nécessitait 22,8 secondes pour passer de 0 à 97 km/h. Sa consommation de carburant était de 12,7/100 km. L'acquisition de ce véhicule, toutes taxes comprises, revenait à 550 livres sterling. 

### Production étrangère

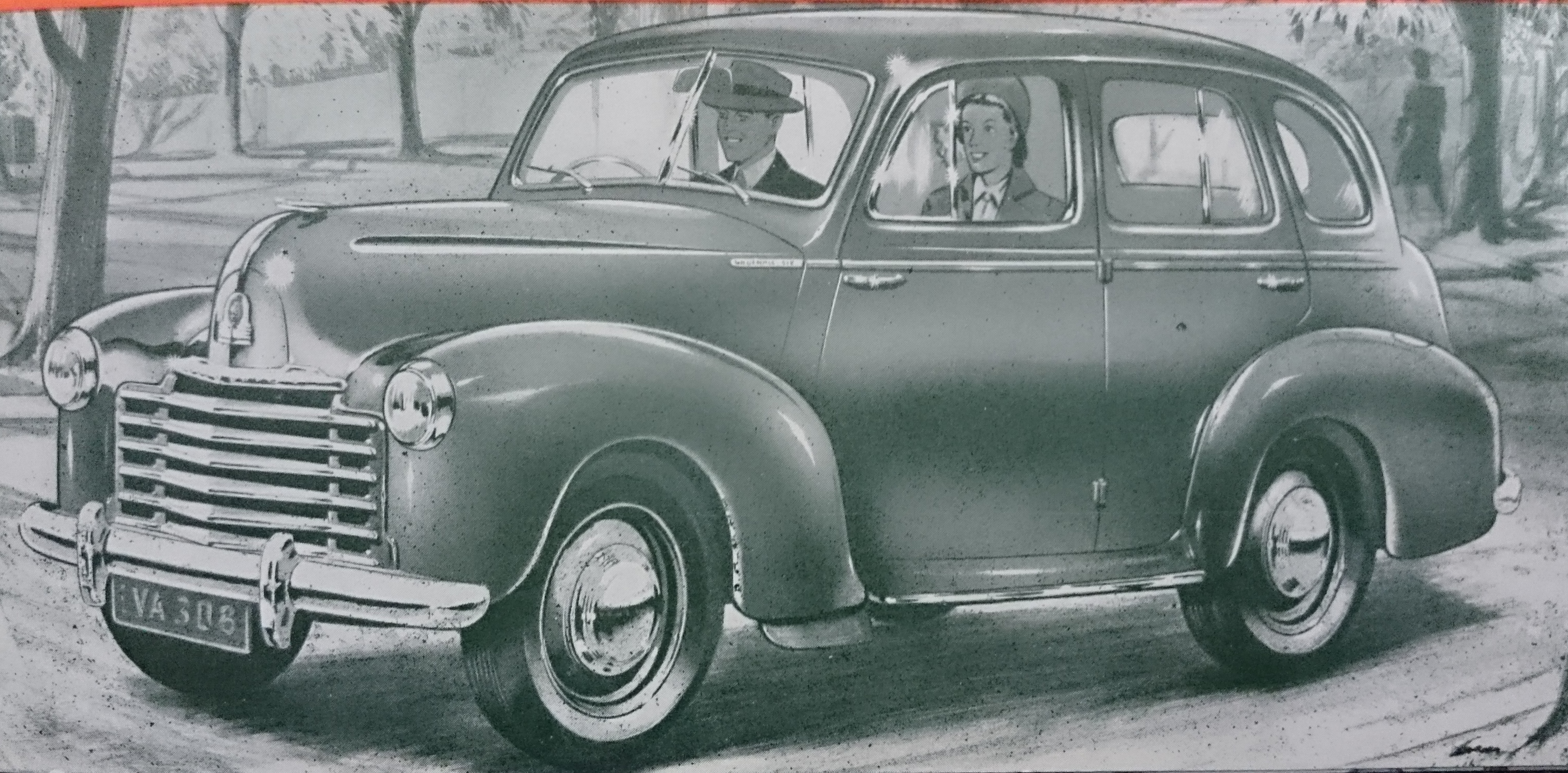
Image de la brochure de la berline Vauxhall Velox 1949 (LBP) produite en Australie.
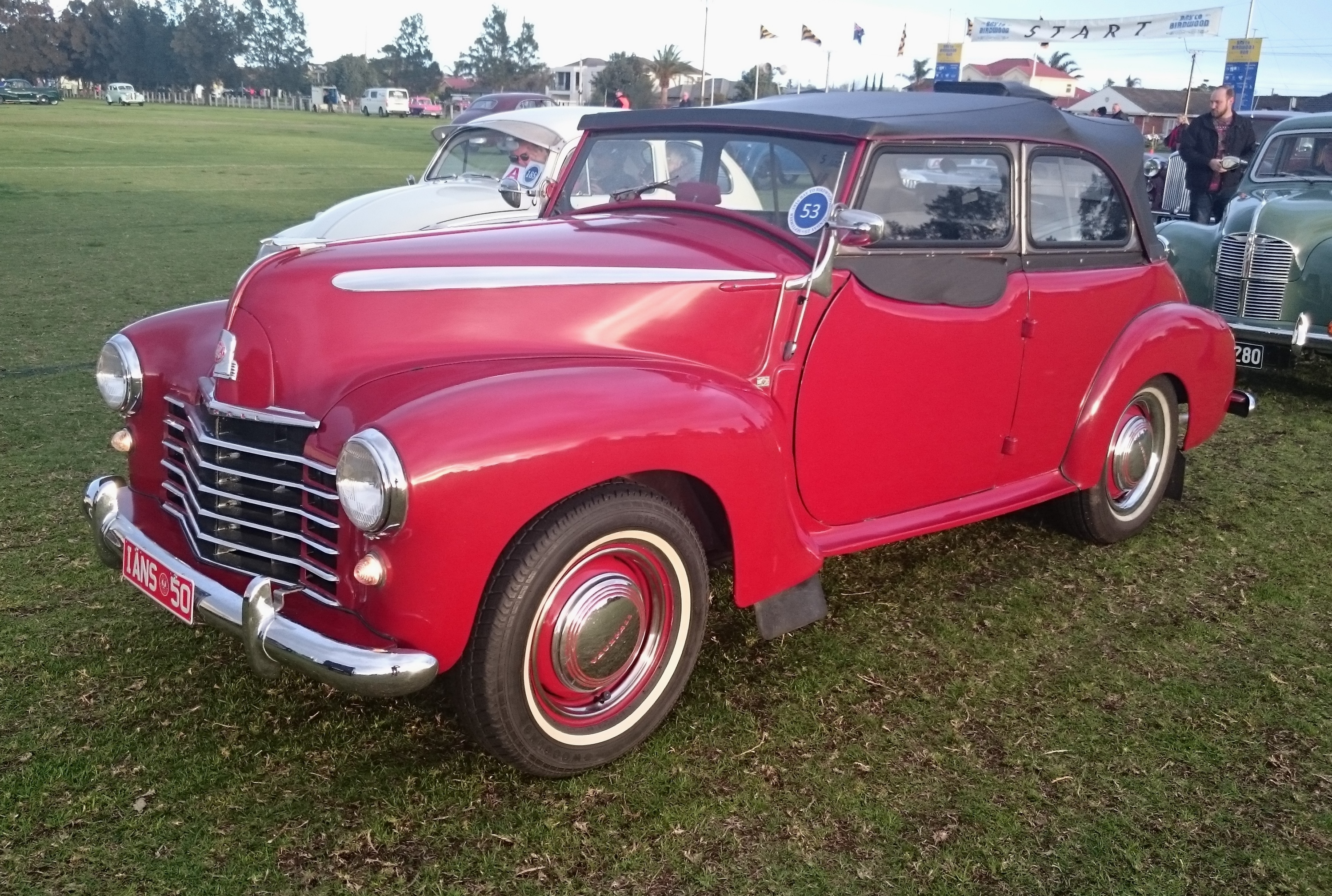
Vauxhall Velox Caleche australienne (LBP).

La production des Velox LIP a connu une dimension transalpine. En Suisse, durant les années 50, une version utilitaire de ce véhicule, pesant 1,5 kilogramme et fabriquée par les établissements Geser de Lucerne, était très prisée. Utilisée par les services postaux suisses, elle se distinguait par l'absence de pare-chocs, bien que tous les exemplaires étaient bel et bien des Velox. Les berlines quatre portes, de conception plus classique, étaient quant à elles assemblées dans les ateliers de General Motors à Bienne. 
Un exemplaire unique de roadster biplace, connu sous la dénomination de Vauxhall Zimmerli-Velox 18–6, fut également façonné en Suisse. Cette voiture singulière se distinguait par une carrosserie en aluminium, montée sur un châssis tubulaire en échelle, le tout reposant sur un châssis roulant Velox de série. Œuvre d'artisanat automobile, elle fut réalisée en 1949 pour les frères Zimmerli, concessionnaires de la marque Vauxhall à Reiden. À ce jour, ce véhicule subsiste dans un état de conservation remarquable, témoignant du savoir-faire des artisans de l'époque. 

## Velox EIP/EIPV et EBP (1951–57)
En août 1951, un nouveau modèle de Velox, d'une taille supérieure à ses prédécesseurs, fit son apparition. Baptisé série EIP, il se distinguait par un dessin novateur, évoquant la forme alors en vogue des « trois boîtes ». Sa construction, entièrement métallique, était une caractéristique marquante de cette époque. La carrosserie, fruit d'un partage judicieux avec le modèle Wyvern, moins puissant mais partageant sa ligne générale, était animée par le propulseur de l'ancienne génération, dont la puissance avait toutefois été portée à 43 kW. 
En 1951, le prestigieux magazine automobile The Motor soumit à des essais une voiture équipée d'un moteur d'origine de 2 275 cm³. Les résultats furent les suivants : une vitesse maximale de 124,6 km/h et une accélération de 0 à 97 km/h réalisée en 23,7 secondes. Quant à la consommation, elle fut évaluée à 12,0 L/100 km. Le prix de ce modèle, toutes taxes comprises, s'élevait à 802 livres sterling. La même année, la rédaction de The Motor se pencha sur une autre berline de catégorie comparable, la Ford Zephyr Six. Équipée d'options luxueuses telles qu'une radio, un chauffage et des sièges en cuir, cette dernière était proposée au prix de 842 livres sterling. 
Au mois d'avril 1952, la Velox fut rebaptisée série EIPV, modèle inaugural, et équipée d'un nouveau moteur à cylindres disposés en carré, d'une cylindrée de 2262 cm3, issu de longues années de développement.
Un essai routier mené en 1952 par la revue spécialisée The Motor, portant sur l'EIPV équipée d'un moteur à course courte de 2 262 centimètres cubes, a mis en évidence une nette amélioration des performances. La vitesse maximale s'est élevée à 129,9 km/h, tandis que l'accélération de 0 à 97 km/h a été réalisée en 21,4 secondes. La consommation de carburant, quant à elle, est restée sensiblement identique à la précédente, s'établissant à 12,0L/100 km. L'exemplaire soumis à ces essais était proposé au prix de 833 livres sterling, toutes taxes comprises. 

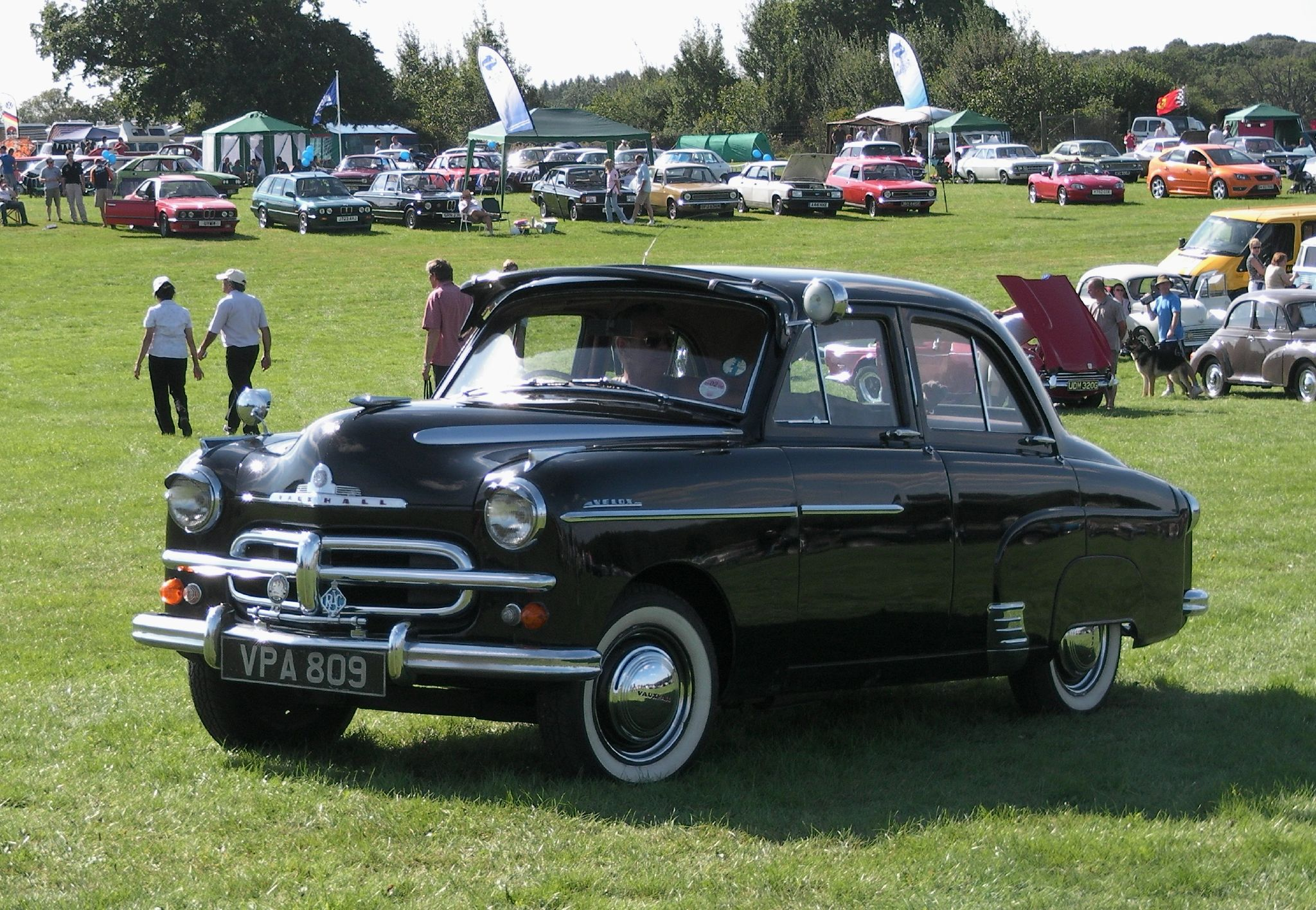
Vauxhall Velox EIP ou EIPV Berline, restylage d'avant 1954
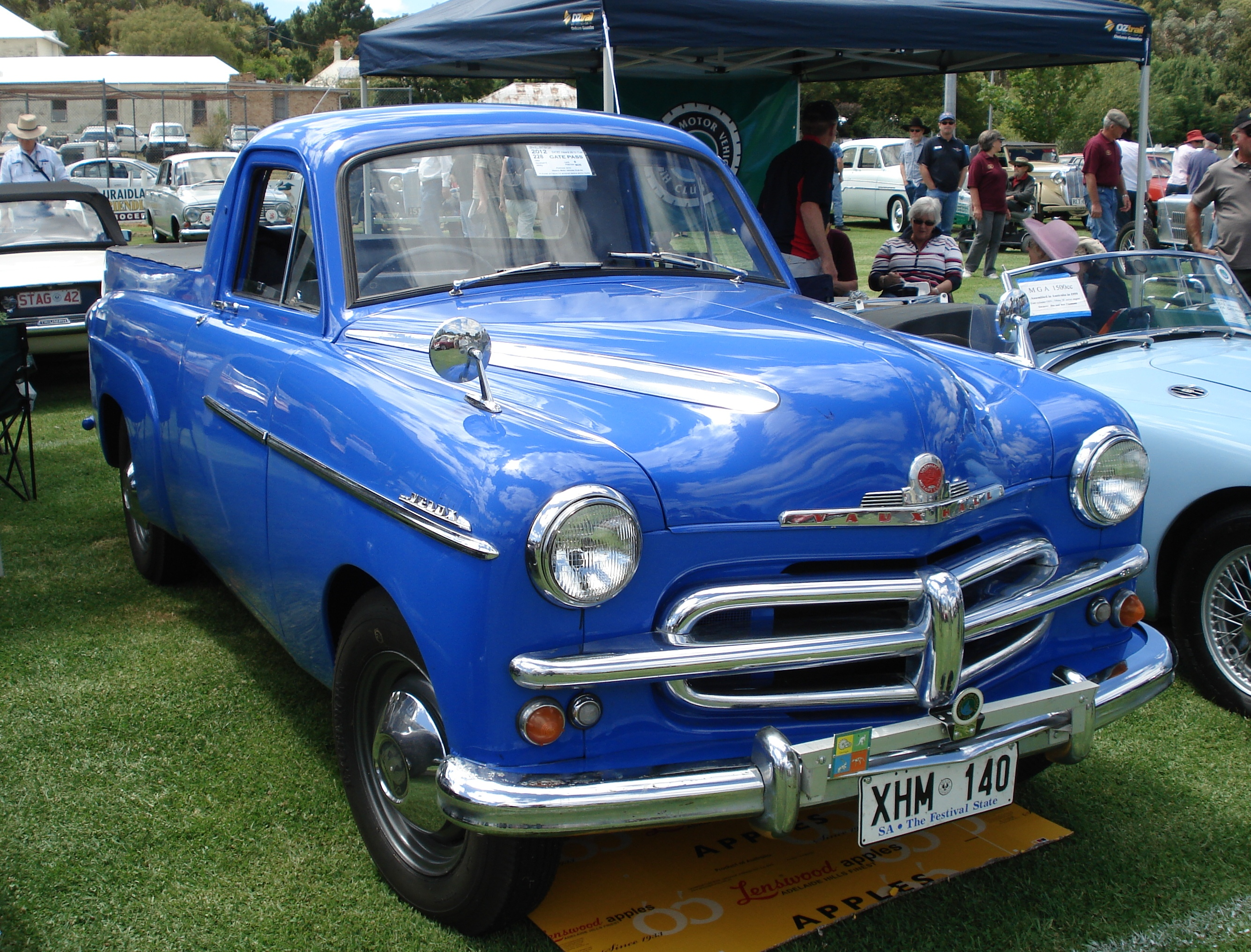
Vauxhall Velox (EBP) Coupé Utilitaire Australien 1954
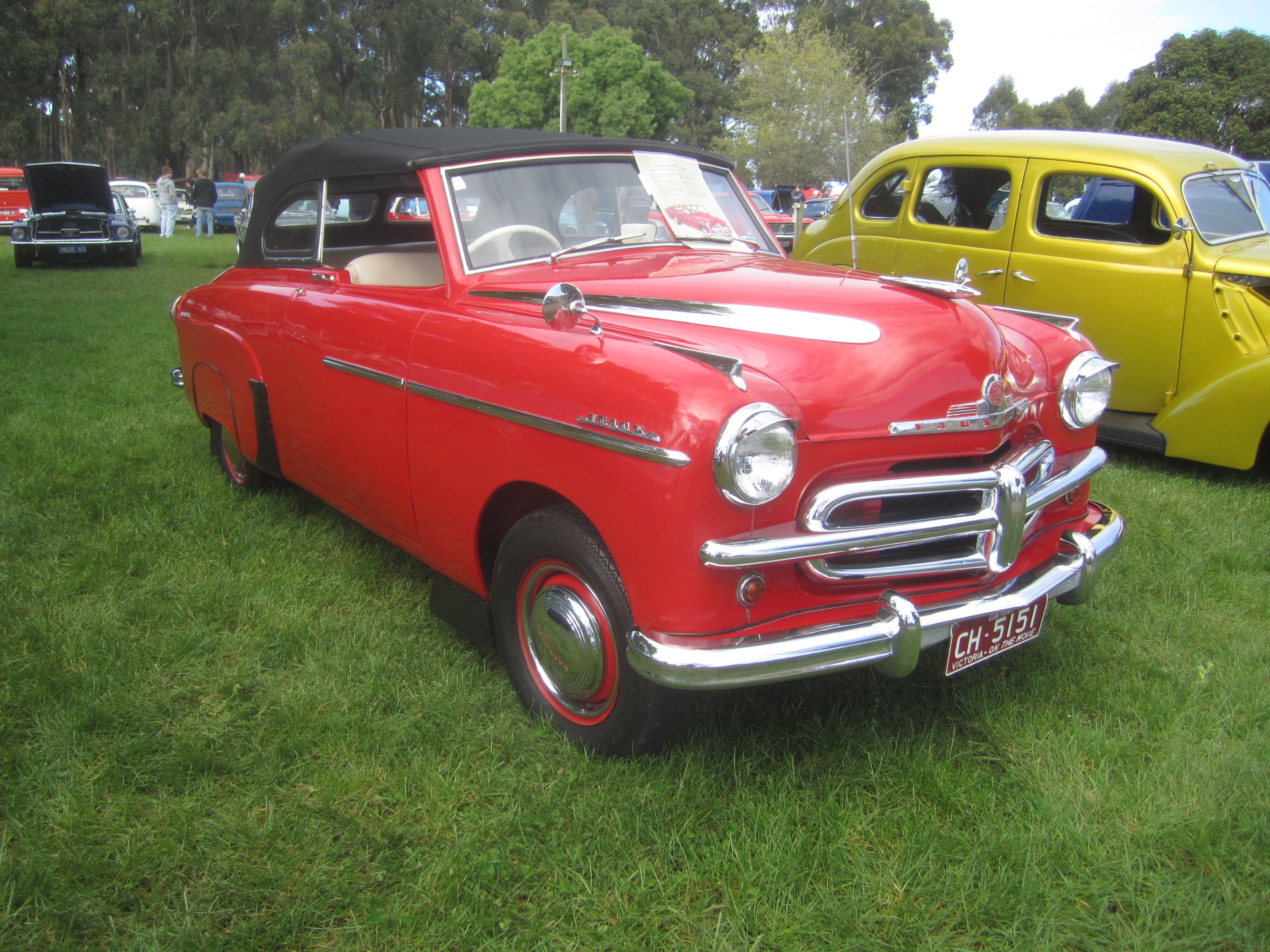
Vauxhall Velox Vagabond (EBP) Tourer australien

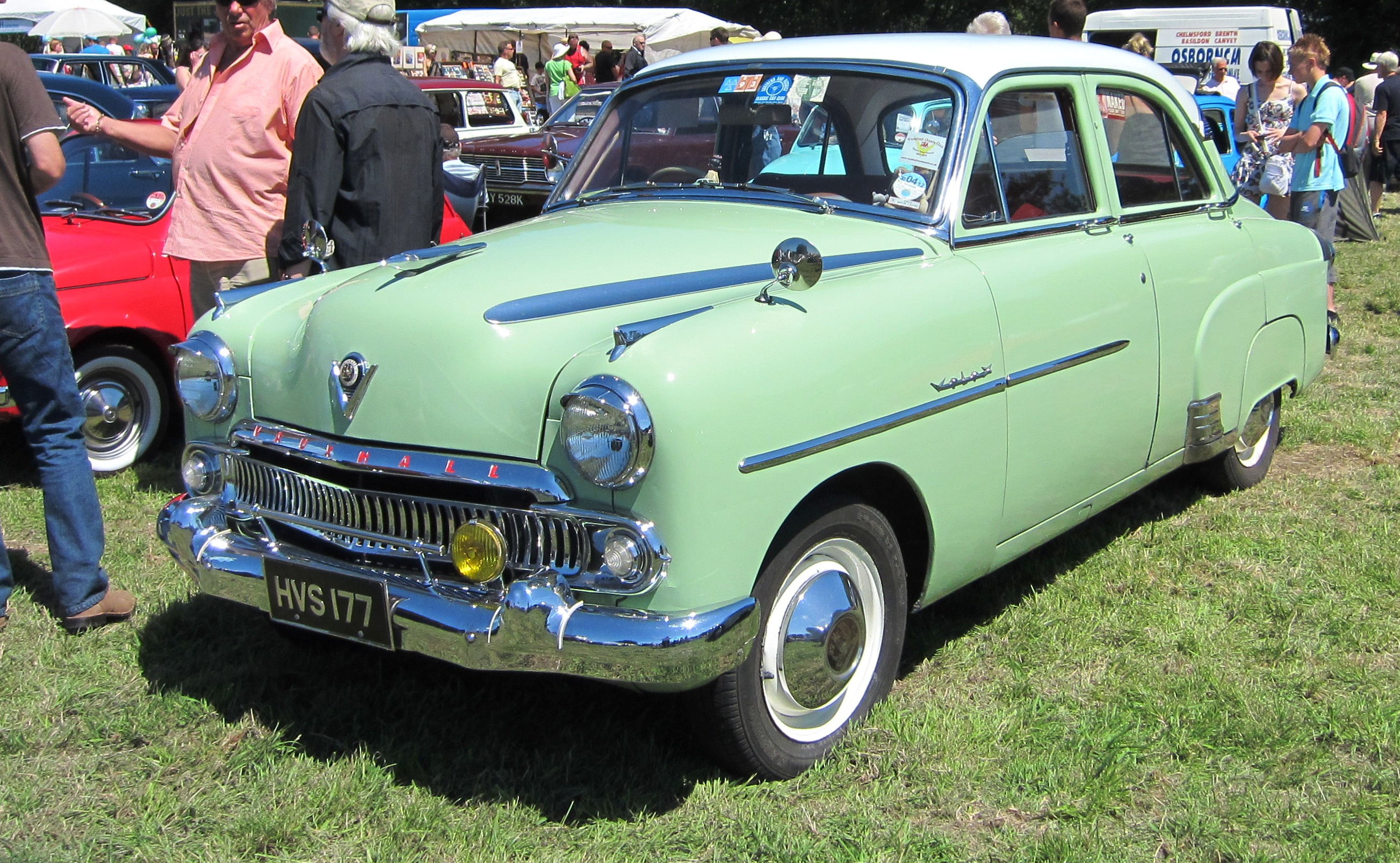
Vauxhall Velox EIPV Berline 1956
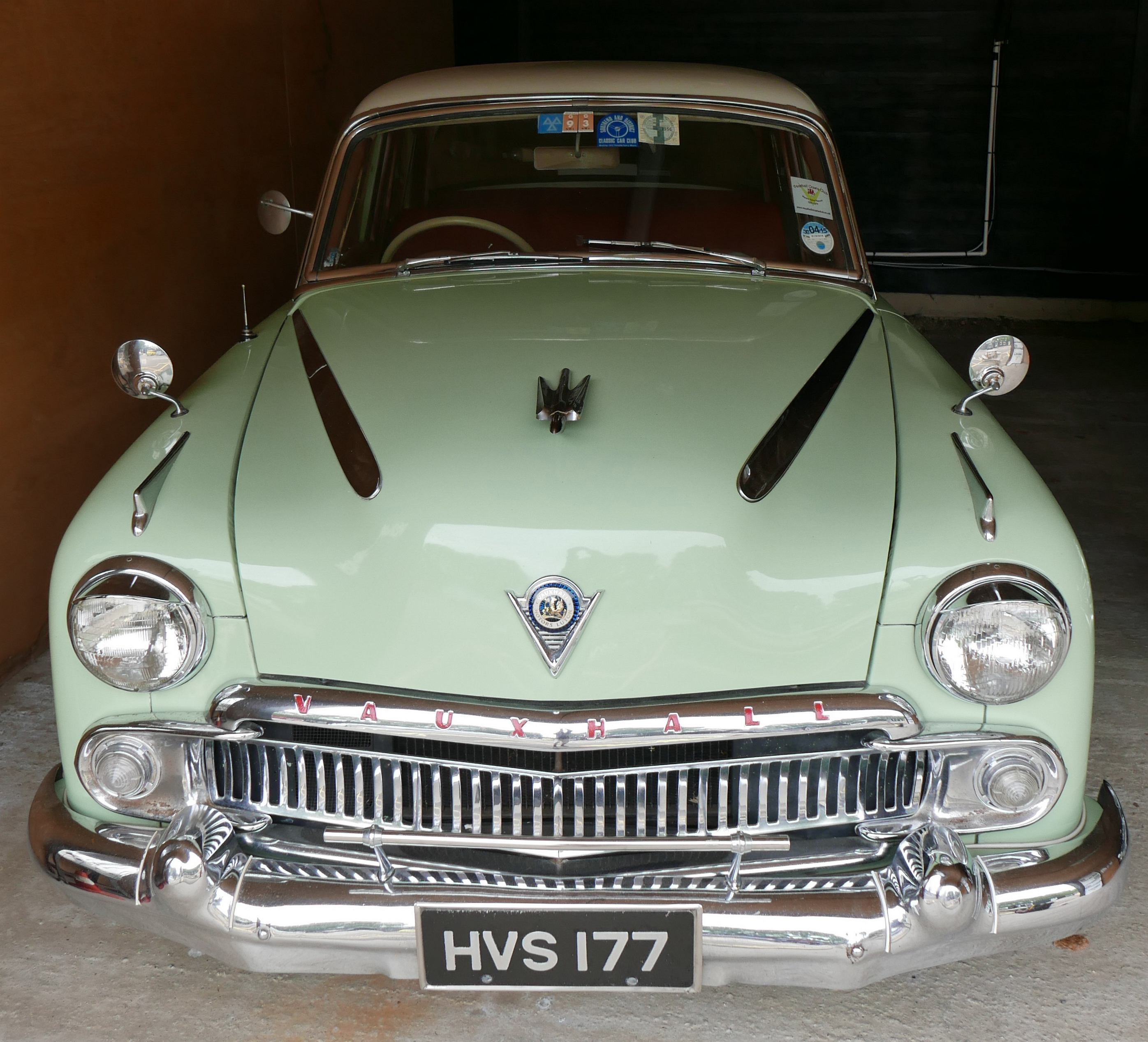
Vue avant de la Vauxhall Velox EIPV 1956
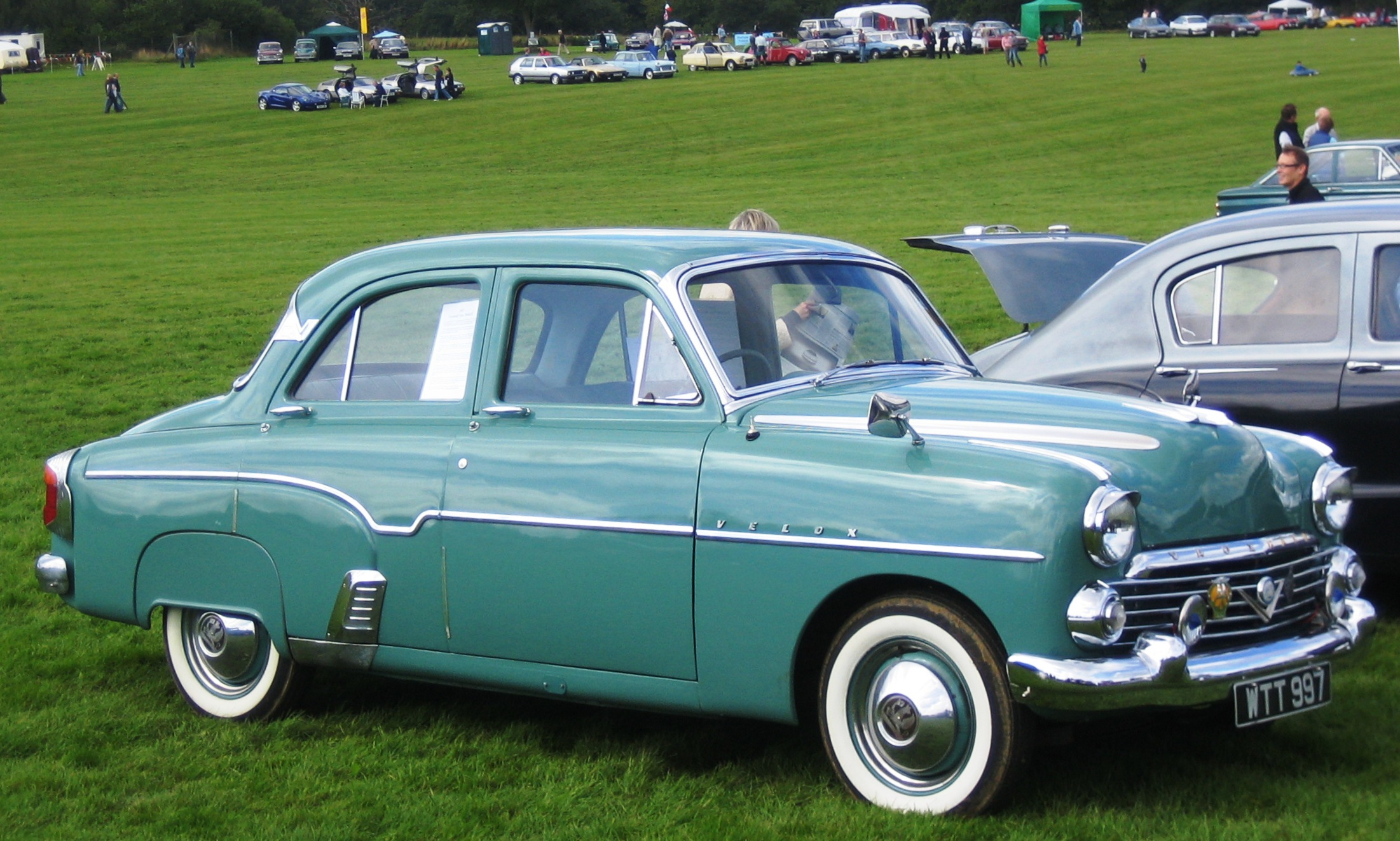
Vauxhall Velox EIPV Berline 1957
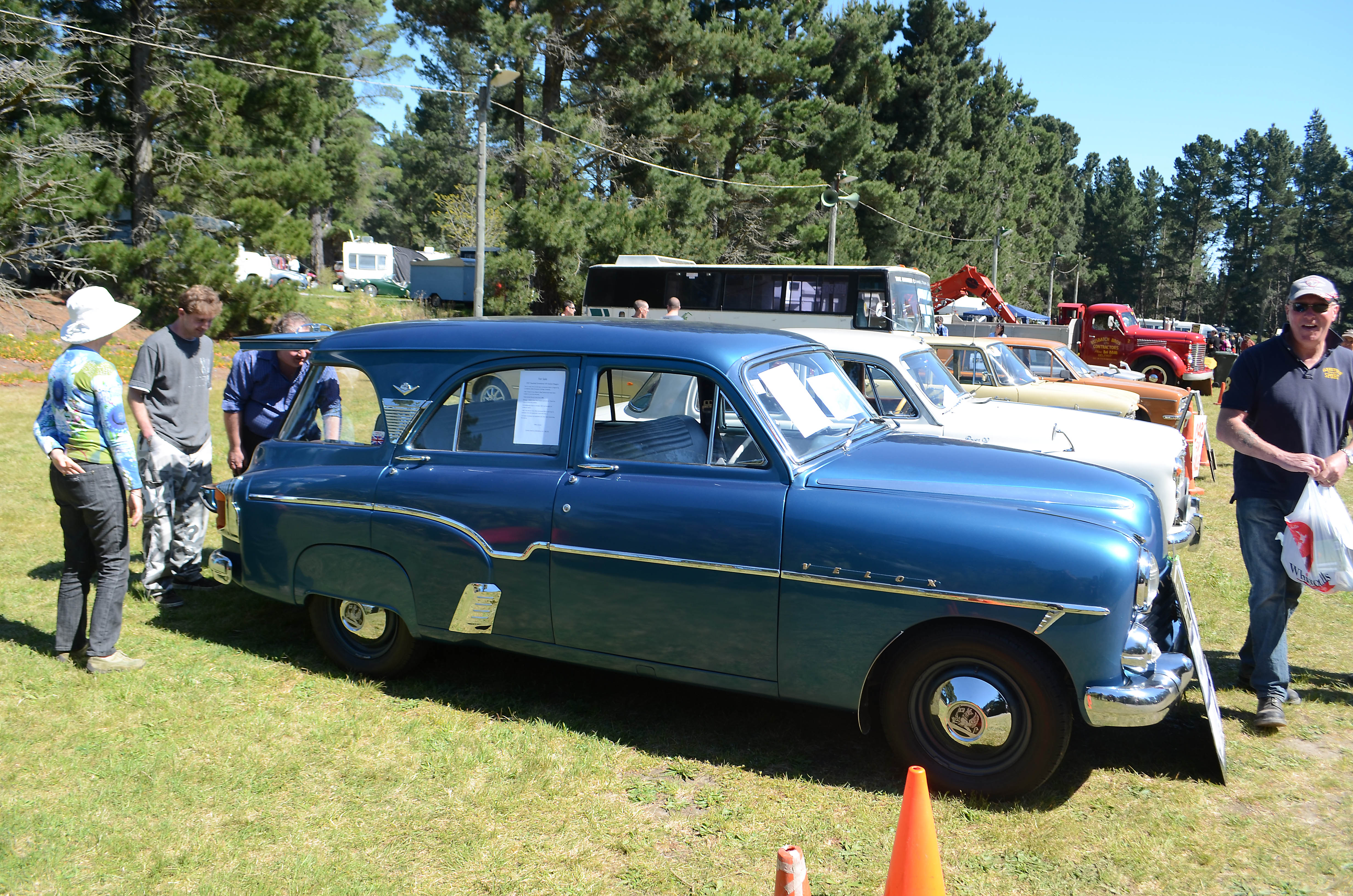
Domaine Velox EIPV Grosvenor par Grosvenor Carriage Co 1957
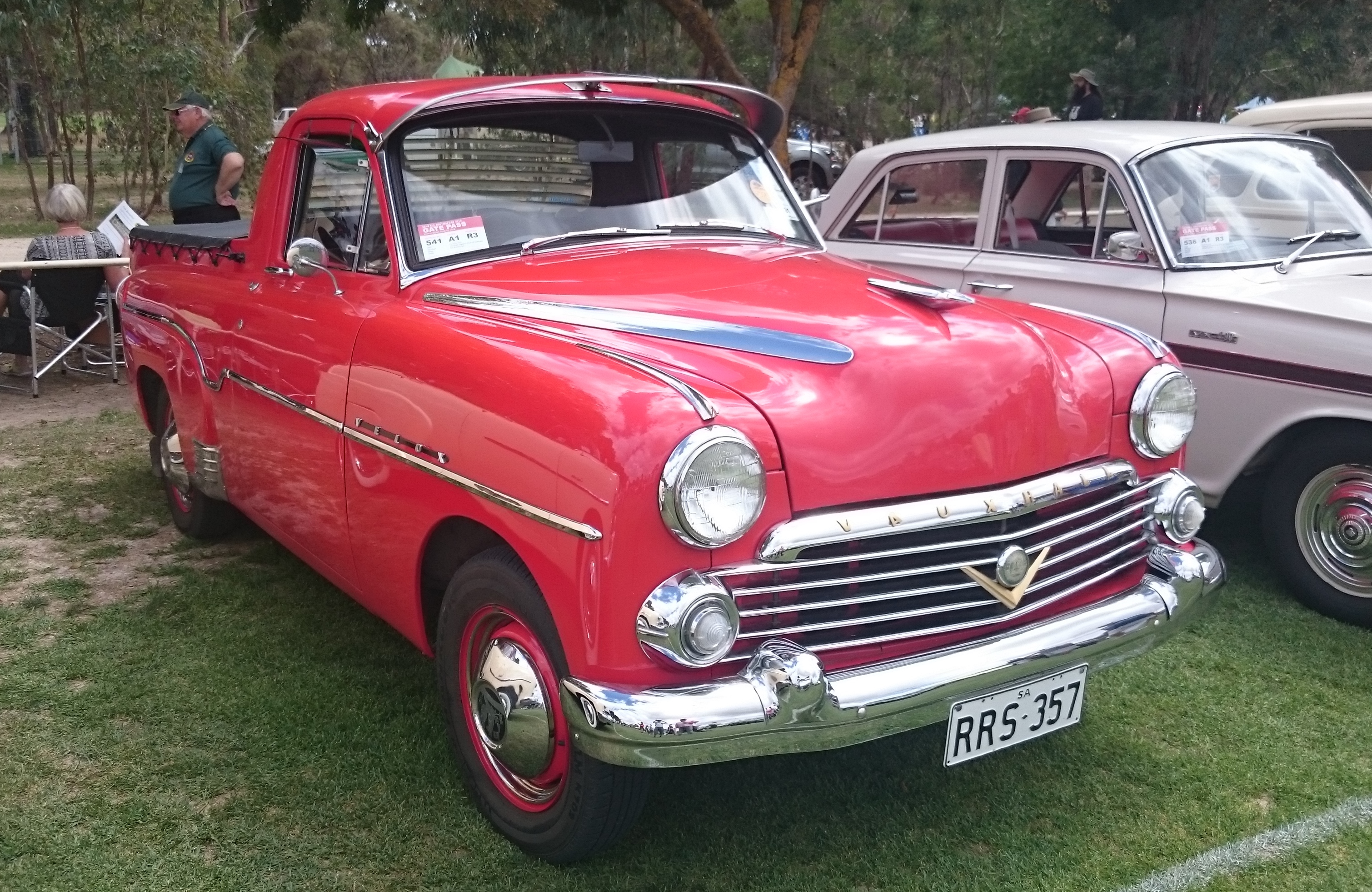
Vauxhall Velox (EBP) Coupé Utilitaire Australien 1957

## Velox PA (1957–62)

### Velox PA SX (1960-1962)
Des modèles de carrosseries 'break' à cinq portes, transformés par l'atelier de carrosserie Friary of Basingstoke, étaient également proposés.

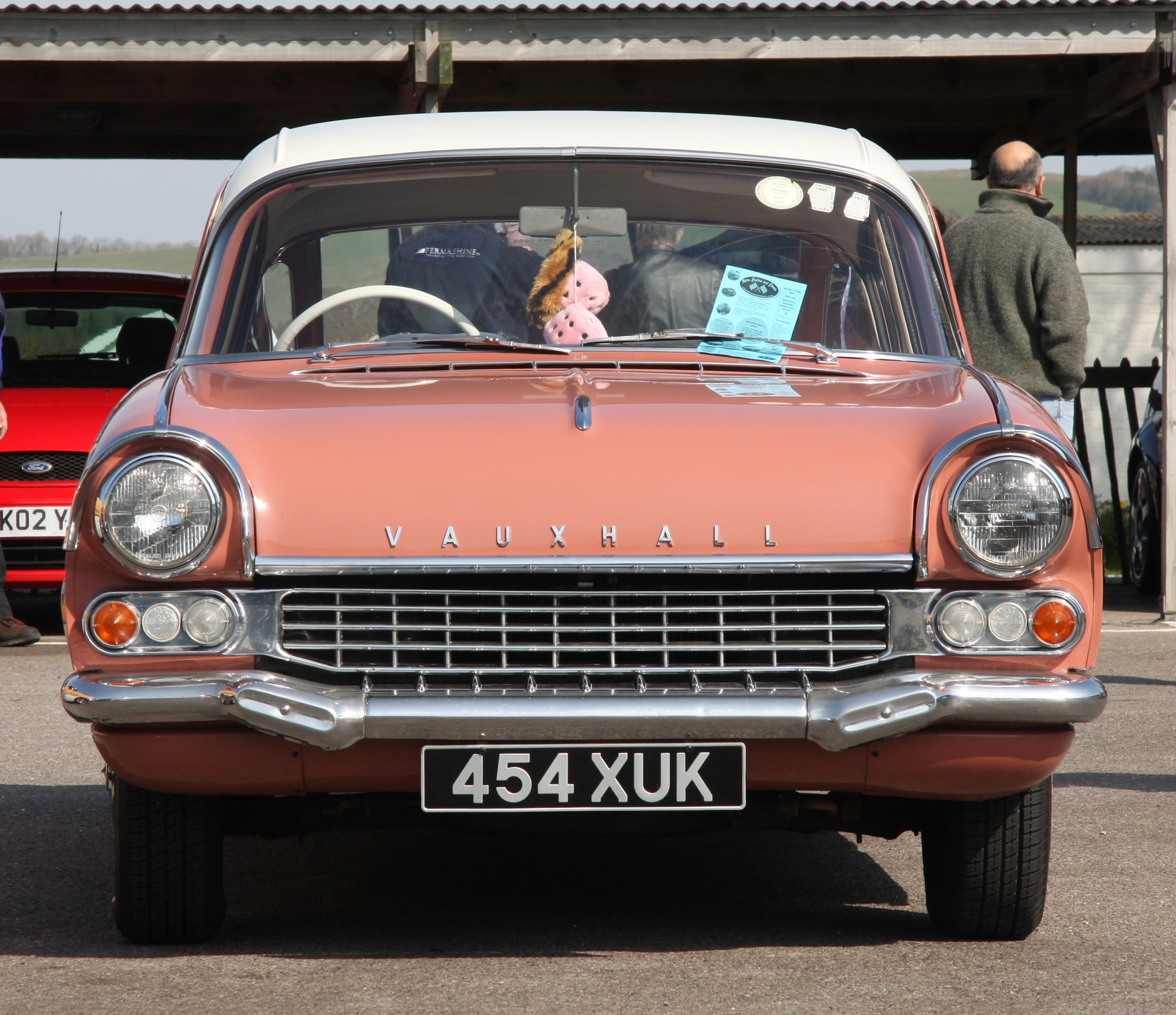
Berline S
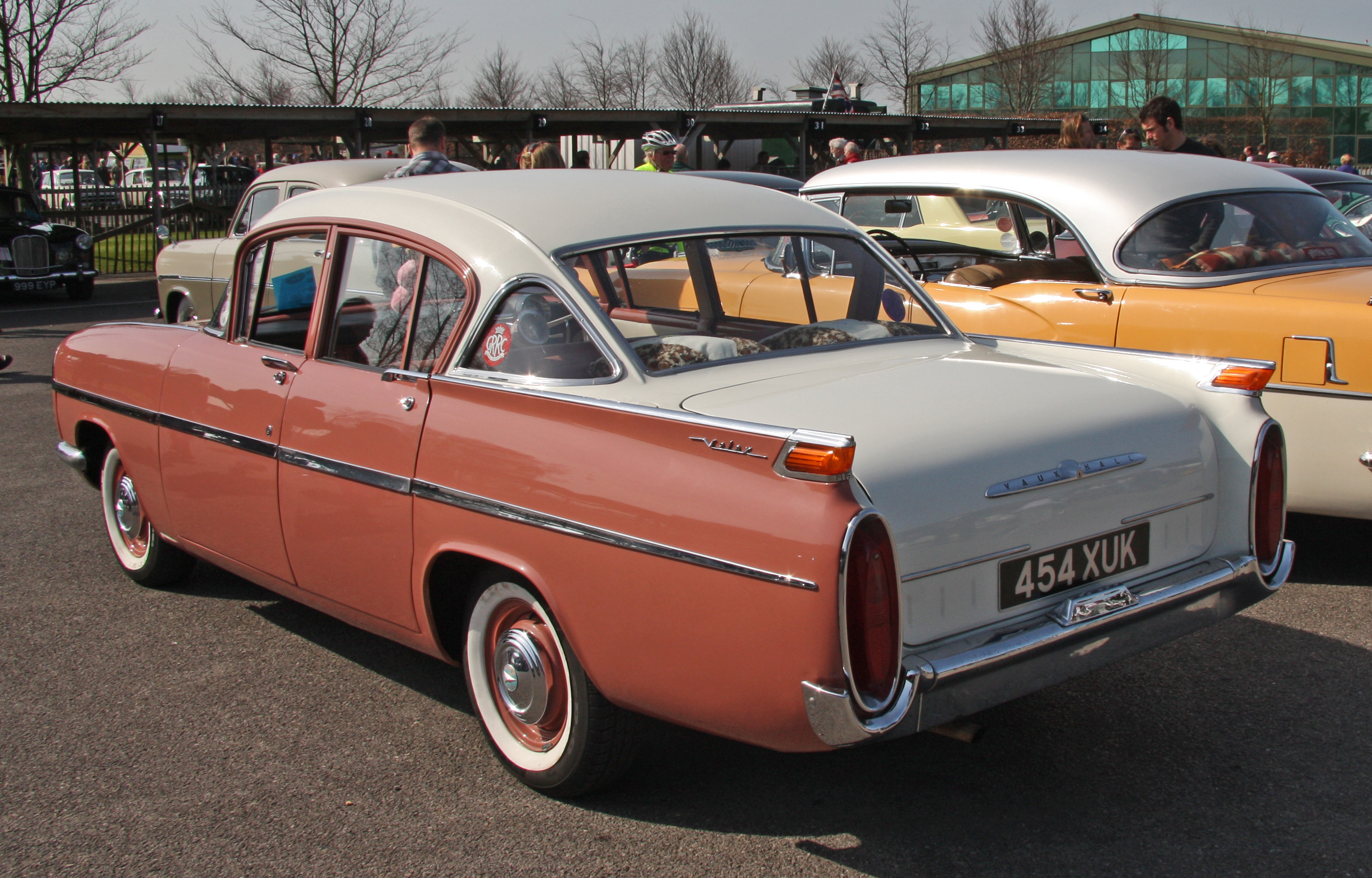
Vue arrière de la berline S
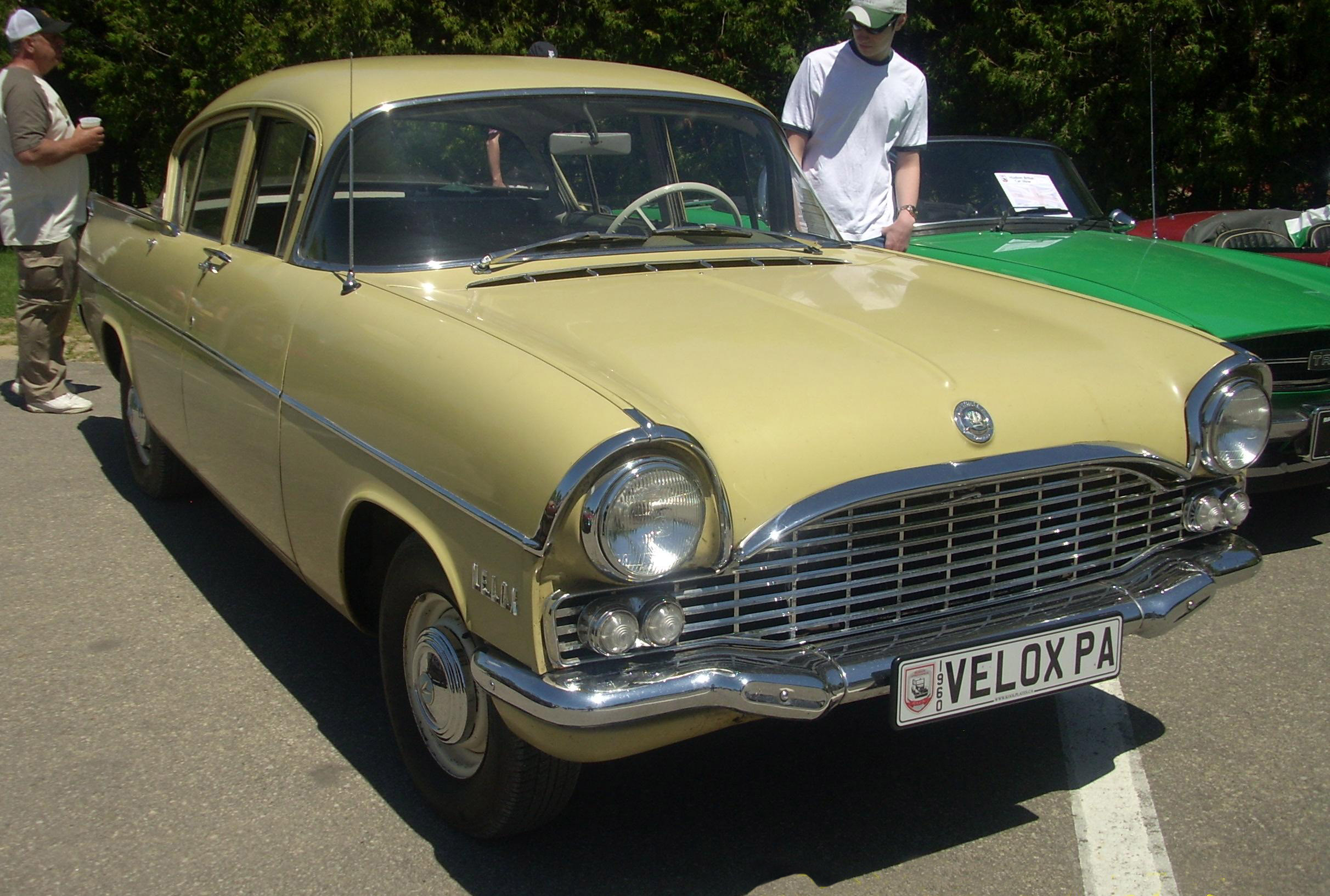
Vauxhall Velox PA SY Berline
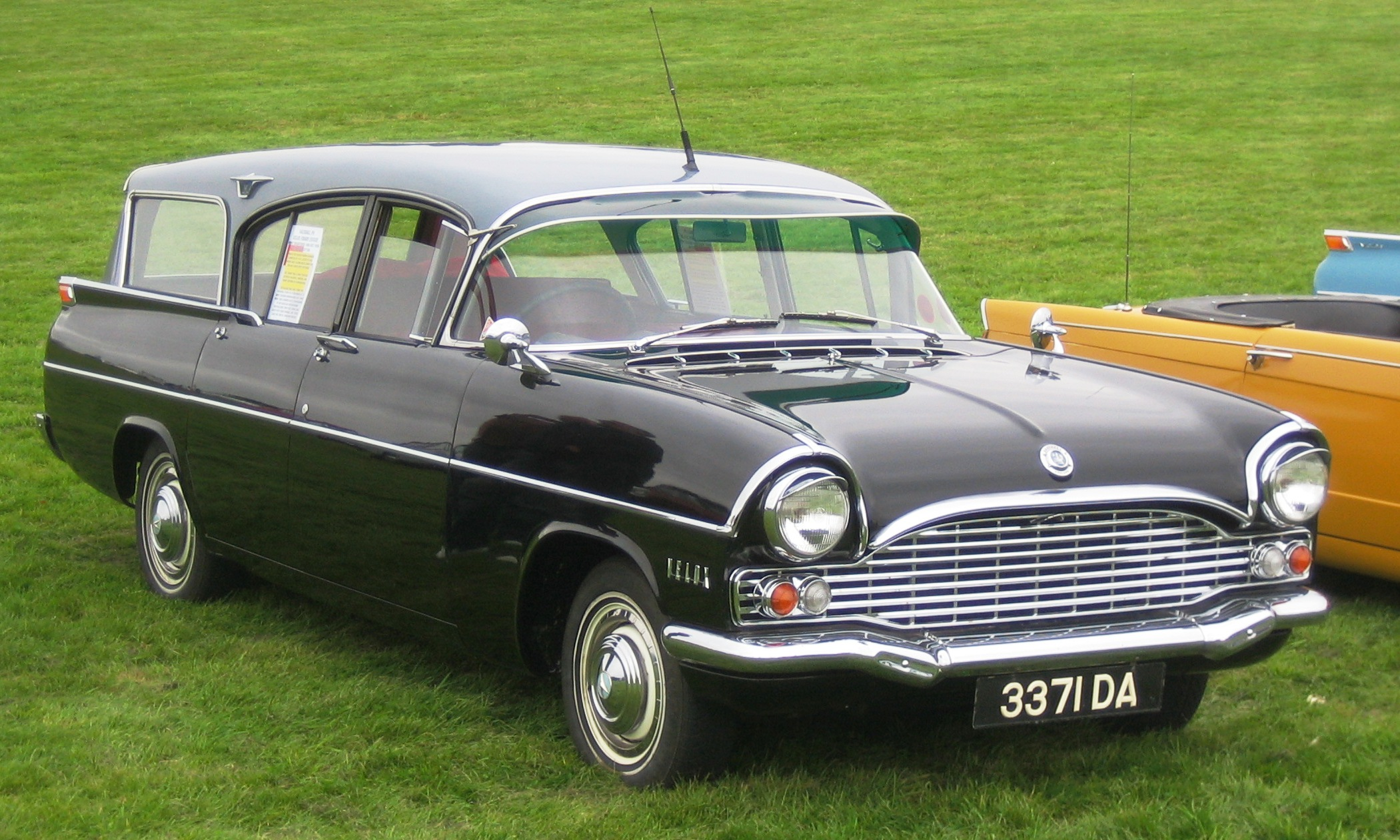
SY break / break 1959
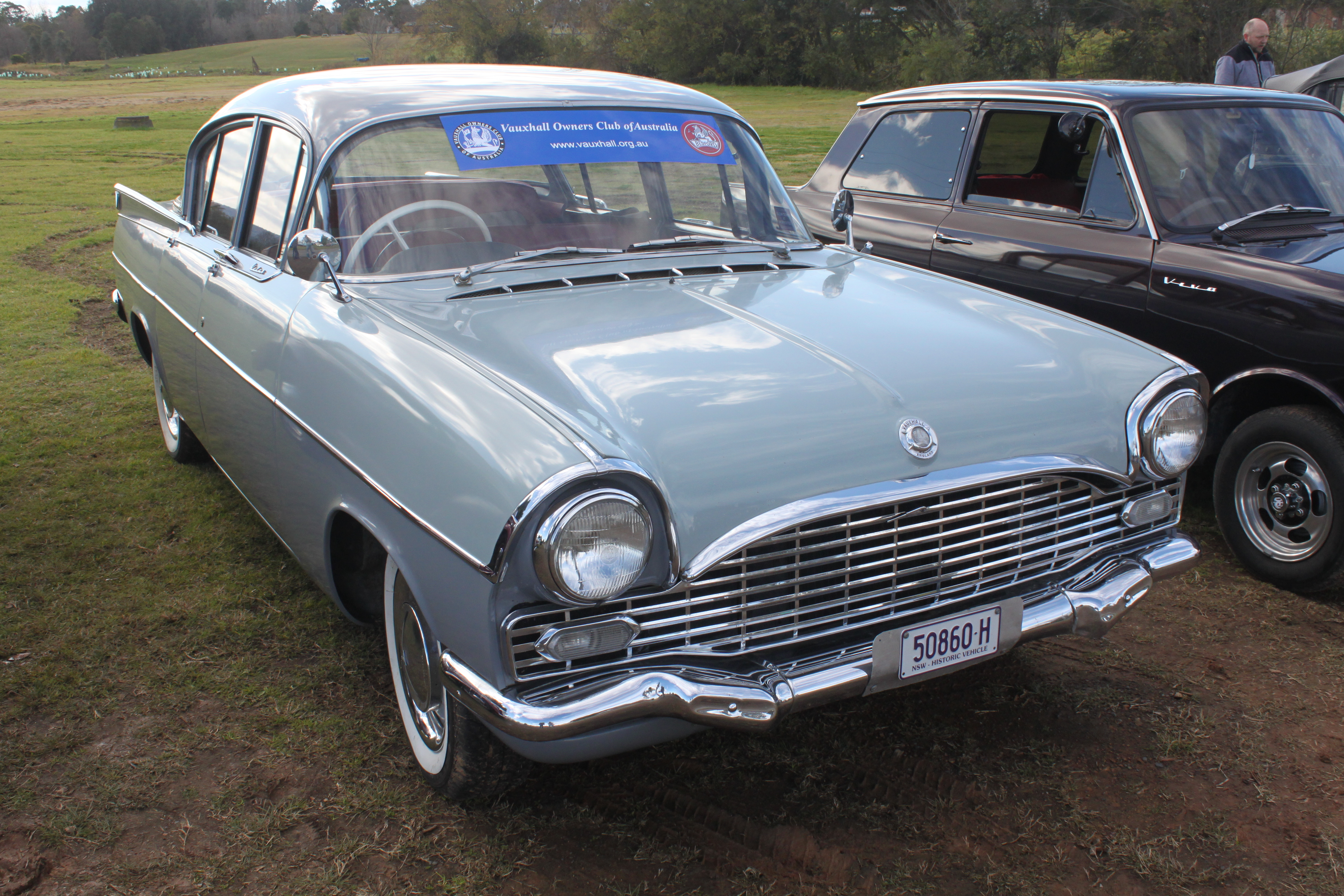
Vauxhall Velox PA SX Berline
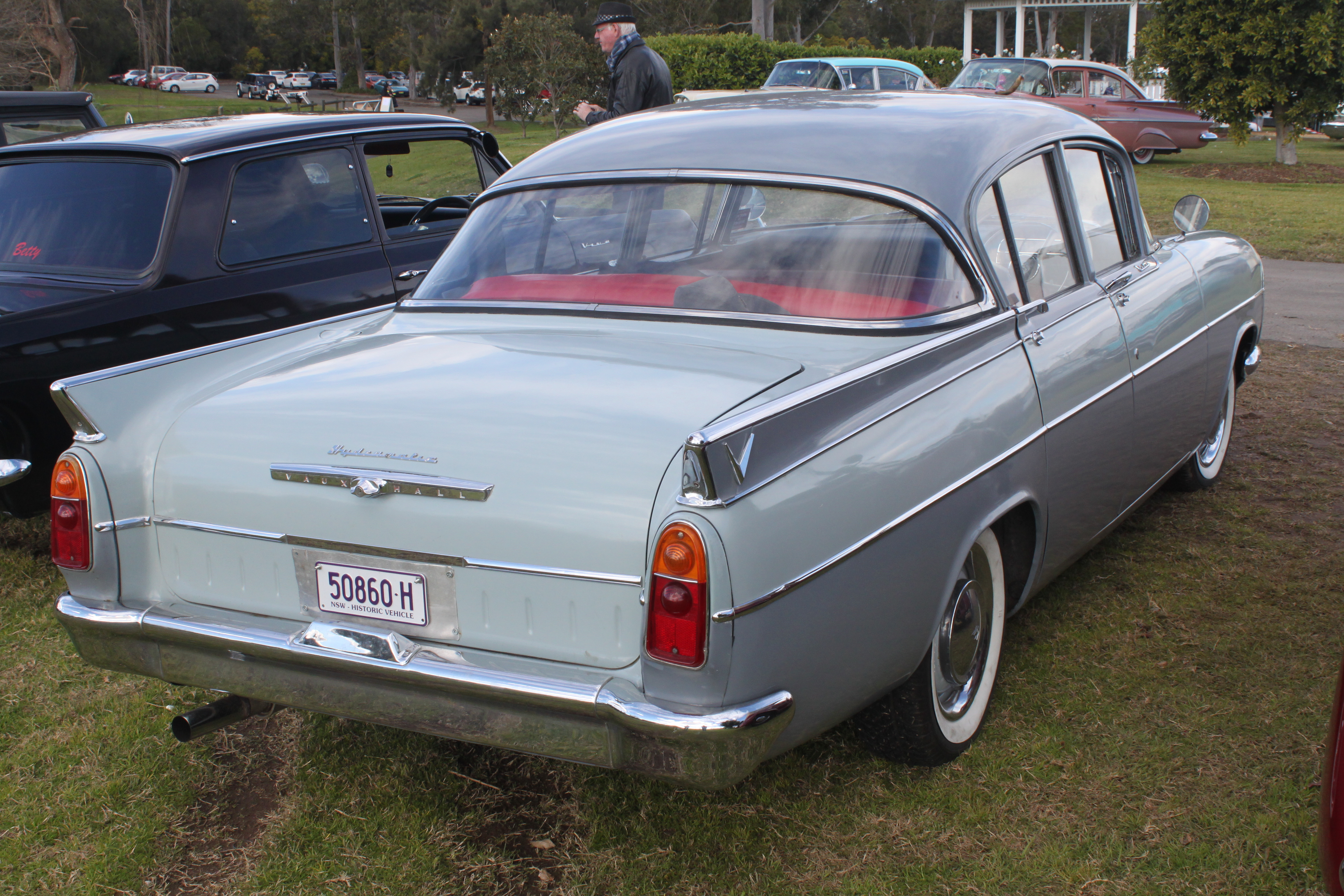
Vauxhall Velox PA SX Berline

## Velox PB (1962–65)
Le dernier avatar du modèle Velox, présenté conjointement avec la Cresta PB lors du prestigieux Salon de l'automobile de Londres en octobre 1962, affichait des dimensions particulièrement généreuses, dépassant largement les quatre mètres cinquante. Il s'agissait du plus imposant exemplaire de la lignée Velox, surpassant en longueur et en largeur son principal concurrent, la célèbre Ford Zephyr. S'inspirant étroitement des lignes du Victor FB, introduit l'année précédente (avec lequel il partageait notamment les portes), ce nouveau modèle se distinguait par un style plus sobre et épuré que celui de son prédécesseur, dont les extravagants ailerons verticaux avaient été supprimés au profit d'une silhouette plus statuaire. La puissance de son moteur fut portée à 86 kW.

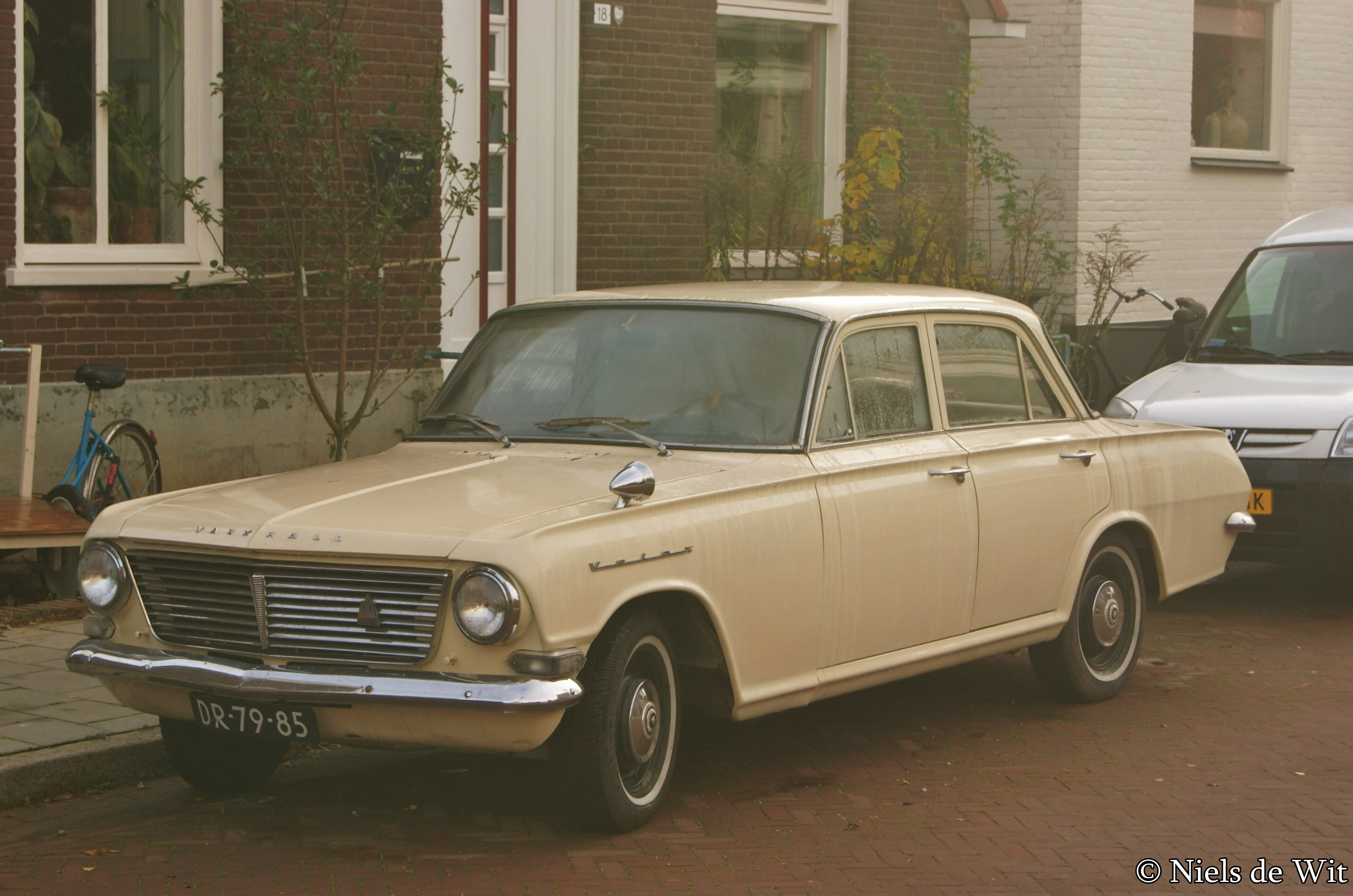
Vauxhall Velox PB Berline (1962–64)
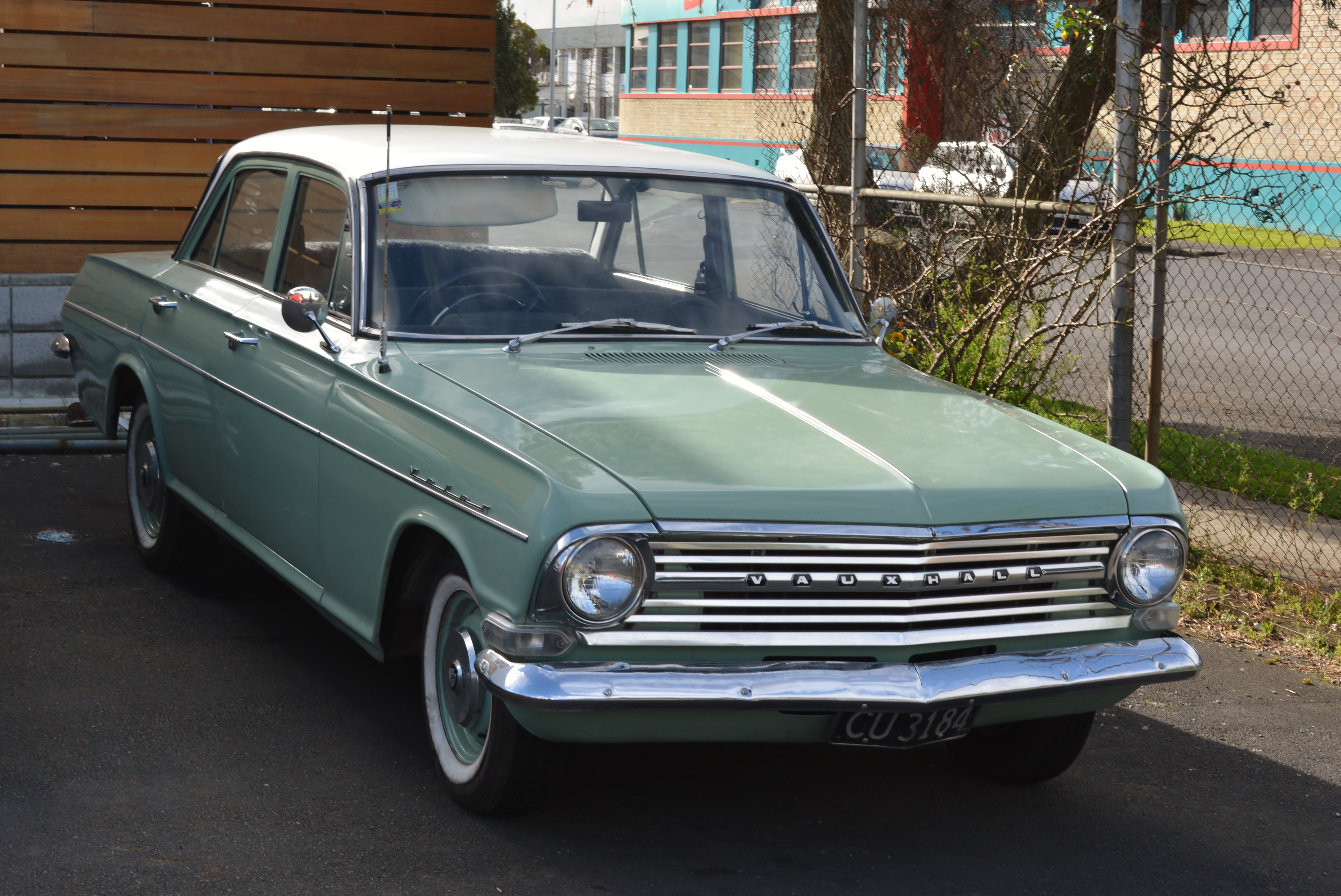
Vauxhall Velox PB Berline (1964–65)